# LG řada 575

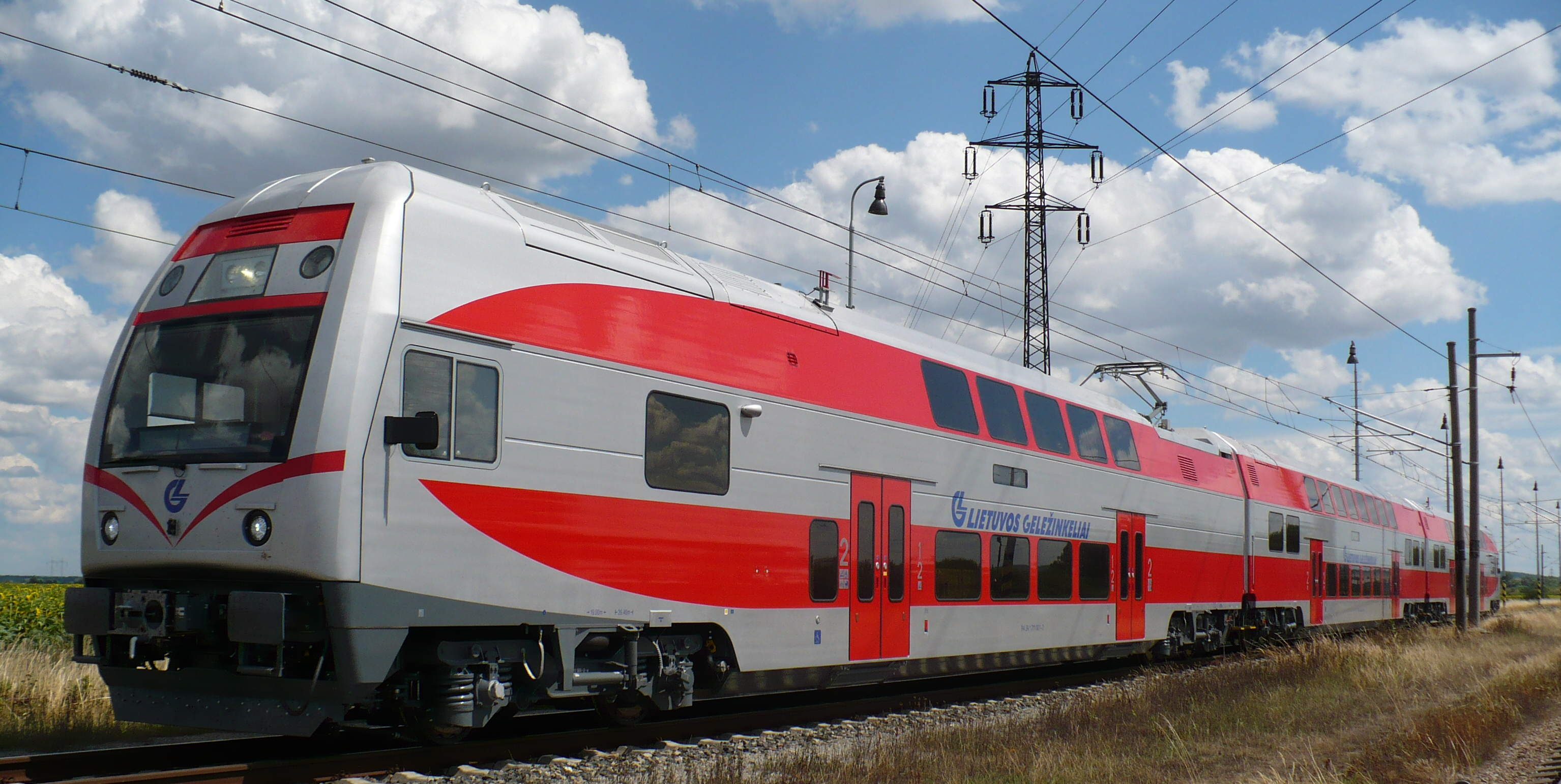
Jednotka řady 575 LG na ŽZO v Cerhenicích

Elektrická jednotka řady 575 (typové označení Škoda 5Ev) je elektrická dvoupodlažní jednotka skládající se z elektrického vozu řady 575, vloženého vozu a řídicího vozu s vozovými skříněmi zhotovenými z hliníkových slitin. Výrobcem jednotek je Škoda Vagonka.
V roce 2007 ČKD Vagonka uzavřela smlouvu na dodávku dvou patrových jednotek řady 575 pro Litevské železnice (25 kV 50 Hz) odvozených od jednotek řady 471 ČD. Ty byly dodány v průběhu roku 2008 a první z nich byla nasazena do pravidelného provozu na trati Vilnius - Kaunas od 24. prosince 2008. V říjnu 2008 byla podepsána smlouva na další dvě jednotky s termínem dodání v roce 2010. V srpnu 2011 byl uzavřen kontrakt na dodávku dalších 5 souprav, a to 2 třívozových a 3 dvouvozových. Součástí smlouvy je opce na další soupravu. Jednotky mají být dodány v letech 2012 až 2014. Opce byla uplatněna v srpnu 2012, v pořadí již desátá souprava byla dodána v létě 2013. Celkově tak hodnota kontraktu překročila částku 2 miliard korun. V roce 2014 si Litevské železnice objednaly další tři třívozové soupravy, tentokrát pro provoz na mezistátní lince Vilnius - Minsk. Od 10. prosince 2017 jsou dva ze čtyř párů vlaků na trase Vilnius - Minsk tvořeny elektrickými jednotkami řady 575.[zdroj?]